# チャーン類
数学では、特に代数トポロジーや微分位相幾何学や代数幾何学では、チャーン類(Chern classes)は複素ベクトル束に付随する特性類である。
チャーン類は、Shiing-Shen Chern (1946) で導入された。

## 幾何学的アプローチ

### 基本的アイデアと動機
チャーン類は特性類である。チャーン類は滑らかな多様体のベクトル束に付随する位相不変量である。2つの表向きは異なるベクトル束が同じか否かという疑問は、答えることが非常に難しい。チャーン類は、簡単な検証法を提供する。もし2つのベクトル束のチャーン類が一致しなければ、ベクトル束は異なる。しかし、逆は正しくはない。
トポロジーや微分幾何学や代数幾何学では、しばしば、ベクトル束がいくつの線型独立な切断を持つのかを数えることが重要となる。チャーン類は、例えばリーマン・ロッホの定理やアティヤ・シンガーの指数定理を通して、線型独立な切断の数についていくつかの情報をもたらす。
チャーン類は、実用的な計算にとっても妥当性を持っている。微分幾何学では（また、ある種の代数幾何学では）、チャーン類は曲率形式の係数の多項式として表すことができる。

### チャーン類の構成
この問題へのアプローチには数々の方法があり、それらの各々はチャーン類の少しずつ異なる側面に焦点を当てている。
チャーン類への元々のアプローチは、代数トポロジーを通してであった。チャーン類は、分類空間への V からの写像（この場合には、無限グラスマン多様体(Grassmannian)である）を提供するホモトピー論を通して発生する。多様体上の任意のベクトル束 V は、分類空間の上の普遍束の引き戻しとして実現される。従って、V のチャーン類は、普遍束のチャーン類の引き戻しとして定義することができる。これらの普遍チャーン類はシューベルトサイクル(Schubert cycle)によって、明示的に書き下すことができる。
チャーンのアプローチは、微分幾何学を使っていて、この記事において主として述べられる曲率のアプローチを使っていた。彼は以前の定義が実は彼の定義と同値であることを示した。
アレクサンドル・グロタンディーク(Alexander Grothendieck)のアプローチもあり、彼は線束の場合の定義のみが公理論的に必要であることを示した。
チャーン類は代数幾何学で自然に発生した。代数幾何学での一般化されたチャーン類は、任意の非特異多様体の上のベクトル束（さらに詳しくは、局所自由層）に対して定義することができる。代数幾何学的なチャーン類は、基礎となる多様体が何らかの特別な性質を持っていることを要求しない。特に、ベクトル束は複素数である必要はない。
特別なことを考えずに、チャーン類の直感的な意味をベクトル束の切断(section)の｢ゼロ点を要求する｣ことに関係付ける。例えば、髪の毛の生えたボールを櫛で完全にとかすことはできないという定理のようなものです（毛の生えたボールの定理(hairy ball theorem)）。これは厳密に言うと、実 ベクトル束（ボールの上の｢髪の毛｣は、実際には直線のコピーである）についての質問であるにもかかわらず、髪の毛が複素数である場合、あるいは他の多くの場の上の 1-次元射影空間に対し、一般化できる（以下の複素数の髪の毛のボールの定理の例を参照）。
さらなる議論はチャーン・サイモンズ理論を参照。

## 線束のチャーン類
層の理論での記述は、指数層系列を参照。
V が線束のときが、非常に重要な場合である。非自明なチャーン類のみが第一チャーン類であり、X の二次コホモロジー群の元のことである。チャーン類の先頭として、第一チャーン類は線束のオイラー類に等しい。
トポロジー的には、第一チャーン類は、複素線束の分類に使う完備不変量(complete invariant)である。すなわち、X の上の線束の同型類と H2(X;Z) の元の間には全単射が存在し、第一チャーン類を線束とを結び付ける。
代数幾何学では、このチャーン類による複素線束の（同型類の）分類は、因子の線型同値(linear equivalence)類による正則線束の（同型類の）分類に、実際には非常に近い存在である。
次元が 1 よりも大きな複素ベクトル束では、チャーン類は完備不変量ではない。

## チャーン・ヴェイユ理論でのチャーン類
微分可能多様体 M の上の複素ランク（複素階数） n のエルミートである複素ベクトル束 V が与えられると、V の各々のチャーン類の表現（チャーン形式とも言う） ck(V) は、V の曲率形式 Ω の特性多項式を係数として与えられる。
{\displaystyle \det \left({\frac {it\Omega }{2\pi }}+I\right)=\sum _{k}c_{k}(V)t^{k}}
この行列式は、M 上の偶数の複素微分形式の可換代数に係数を持つ t の多項式を、各々の要素として持つ n × n 行列の環である。V の曲率形式 Ω は次のように定義される。
{\displaystyle \Omega =\mathrm {d} \omega +{\tfrac {1}{2}}[\omega ,\omega ]}
ここに、ω 接続形式であり、d を外微分である。さらに、ω を V のゲージ群のゲージ形式として表すこととする。ここでは、スカラー t は行列式からの和を生成する不定元であり、I は n × n 単位行列を表すとする。
与えられた表現がチャーン類を表しているということは、完全形式を加えること違いを除いて、ここでは「類」を意味する。すなわち、チャーン類は、ド・ラームコホモロジーの意味でコホモロジー類である。チャーン形式のコホモロジー類が、V の接続の選択には依存していないことを示すことができる。
行列の等式 tr(ln(X))=ln(det(X)) と ln(X + I) のマクローリン級数を使うと、このチャーン類の展開は次のようになる。
{\displaystyle \sum _{k}c_{k}(V)t^{k}=\left[I+i{\frac {\mathrm {tr} (\Omega )}{2\pi }}t+{\frac {\mathrm {tr} (\Omega ^{2})-\mathrm {tr} (\Omega )^{2}}{8\pi ^{2}}}t^{2}+i{\frac {-2\mathrm {tr} (\Omega ^{3})+3\mathrm {tr} (\Omega ^{2})\mathrm {tr} (\Omega )-\mathrm {tr} (\Omega )^{3}}{48\pi ^{3}}}t^{3}+\cdots \right]\ .}

## 例

### 例：リーマン球面の複素接束
CP1 をリーマン球面とすると、CP1 は 1-次元複素射影空間である。z をリーマン球面の正則な局所座標であると仮定する。a を複素数として、V = TCP1 を各々の点で a∂/∂z の形式を持つ複素接ベクトルのベクトル束とする。髪の毛の定理(hairy ball theorem)の複素数のバージョン、つまり V はいかなる場所でもゼロとはならないような切断を持たないことを証明する。
このために次の事実を必要とする。自明ベクトル束の第一チャーン類はゼロである。
{\displaystyle c_{1}({\mathbf {C} \mathbf {P} }^{1}\times {\mathbf {C} })=0}
このことは自明ベクトル束は常に平坦接続を持つという事実によって示される。
従って、
{\displaystyle c_{1}(V)\not =0}
を示すことにする。ケーラー計量を考える。
{\displaystyle h={\frac {\mathrm {d} z\mathrm {d} {\bar {z}}}{(1+|z|^{2})^{2}}}}
曲率 2-形式が
{\displaystyle \Omega ={\frac {2dz\wedge d{\bar {z}}}{(1+|z|^{2})^{2}}}}
により与えられることを示すことができる。さらに第一チャーン類の定義により、
{\displaystyle c_{1}=\left[{\frac {i}{2\pi }}\mathrm {tr} \ \Omega \right]}
である。このコホモロジー類がゼロではないことを示す必要がある。このためには、リーマン球面上の積分を計算すればよい。極座標へ変換した後では、
{\displaystyle \int c_{1}\mathrm {d} z\wedge \mathrm {d} {\bar {z}}={\frac {i}{\pi }}\int {\frac {\mathrm {d} z\wedge \mathrm {d} {\bar {z}}}{(1+|z|^{2})^{2}}}=2}
となる。ストークスの定理により、完全形式は積分すると 0 でなければならないので、コホモロジー類はゼロではあり得ない。
これで TCP1 が自明ベクトル束ではありえないことが証明された。

### 複素射影空間
層の完全系列
{\displaystyle 0\to {\mathcal {O}}_{\mathbb {C} P^{n}}\to {\mathcal {O}}_{\mathbb {C} P^{n}}(1)^{\oplus (n+1)}\to T\mathbb {C} P^{n}\to 0}
が存在する。ここに {\displaystyle {\mathcal {O}}_{\mathbb {C} P^{n}}} は構造層（つまり自明ベクトル束）であり、{\displaystyle {\mathcal {O}}_{\mathbb {C} P^{n}}(1)} はセールのツイスト層(Serre's twisting sheaf)（つまり、超平面バンドル(hyperplane bundle)である。
全チャーン類 c = 1 + c1 + c2 + …  の加法性（つまり、ホイットニーの和公式）
{\displaystyle c(\mathbb {C} P^{n}){\overset {\mathrm {def} }{=}}c(T\mathbb {C} P^{n})=c({\mathcal {O}}_{\mathbb {C} P^{n}}(1))^{n+1}=(1+a)^{n+1}},
が成り立つ。ここに a はコホモロジー群 {\displaystyle H^{2}(\mathbb {C} P^{n},\mathbb {Z} )} の標準的生成子（つまり、E* を E の双対としたとき、 {\displaystyle c_{1}(E^{*})=-c_{1}(E)} であることに注意して、トートロジー線束 {\displaystyle {\mathcal {O}}_{\mathbb {C} P^{n}}(-1)} の第一チャーン類の負の部分である）。
特に、任意の k ≥ 0 に対し、
{\displaystyle c_{k}(\mathbb {C} P^{n})={\binom {n+1}{k}}a^{k}}
となる。

## チャーン多項式
チャーン多項式は、チャーン類を扱い、系統的に考え方を関連付ける便利な方法である。定義により、複素ベクトル束 E に対し、そのチャーン多項式(Chern polynomial) ct は、
{\displaystyle c_{t}(E)=1+c_{1}(E)t+\cdots +c_{n}(E)t^{n}.}
により与えられる。これは新しい不変量ではない。単純に、形式的変数 t は、次数 ck(E) の跡(track)を追い続ける。特に、{\displaystyle c_{t}(E)} は E の全チャーン類(total Chern class) {\displaystyle c(E)=1+c_{1}(E)+\cdots +c_{n}(E)} により完全に決定される。また、逆も成立する。
ホイットニー和公式は、（以下に見るように）チャーン類の公理のひとつであるが、いわば、
{\displaystyle c_{t}(E\oplus E')=c_{t}(E)c_{t}(E')}
の意味で、ct は加法的である。
そこで、{\displaystyle E=L_{1}\oplus ...\oplus L_{n}} が（複素）ラインバンドルの直和であれば、和公式は、
{\displaystyle c_{t}(E)=(1+a_{1}(E)t)\cdots (1+a_{n}(E)t)}
から従う。ここに {\displaystyle a_{i}=c_{1}(L_{i})} は第一チャーン類である。根 {\displaystyle a_{i}(E)} は、E のチャーンの根(Chern roots)と呼ばれ、多項式の係数を決定する。つまり、
{\displaystyle c_{k}(E)=\sigma _{k}(a_{1}(E),\cdots ,a_{n}(E))}
である。ここに σk は基本対称多項式(elementary symmetric polynomials)である。言い換えると、ai を形式的変数の式と考えると、ck は、σk である。対称多項式の基本的事実は、任意の多項式、たとえば、ti は、 ti の基本対称多項式である。分裂原理(splitting principle)や環理論のどちらかにより、任意のチャーン多項式 {\displaystyle c_{t}(E)} は、コホモロジー環へ拡張の後、線型要素に分解する。この議論では、E は線束の直和である必要はない。
「複素ベクトル束 E の任意の対称多項式 f を σk の基本対称多項式として書くことができ、σk を ck(E) へ置き換えることができる。」
例： 多項式 sk を {\displaystyle s_{1}=\sigma _{1},s_{2}=\sigma _{1}^{2}-2\sigma _{2}} などで
{\displaystyle t_{1}^{k}+\cdots +t_{n}^{k}=s_{k}(\sigma _{1}(t_{1},\cdots ,t_{n}),\cdots ,\sigma _{k}(t_{1},\cdots ,t_{n}))}
とすることができる（ニュートンの恒等式を参照。）。和
{\displaystyle \operatorname {ch} (E)=e^{a_{1}(E)}+\cdots +e^{a_{n}(E)}=\sum s_{k}(c_{1}(E),\cdots ,c_{n}(E))/k!}
は E のチャーン指標と呼ばれ、その始めのいくつかの項は、
{\displaystyle \operatorname {ch} (E)=\operatorname {rk} +c_{1}+{\frac {1}{2}}(c_{1}^{2}-2c_{2})+{\frac {1}{6}}(c_{1}^{3}-3c_{1}c_{2}+3c_{3})+...,}
である。
例： （E を記述からはずし）E のトッド類(Todd class)は、
{\displaystyle {\begin{aligned}\operatorname {td} (E)&=\prod _{1}^{n}{a_{i} \over 1-e^{-a_{i}}}\\&=1+{1 \over 2}c_{1}+{1 \over 12}(c_{1}^{2}+c_{2})+\dots .\end{aligned}}}
で与えられる。

## チャーン類の性質
位相空間 X の上の複素ベクトル束 V が与えられると、V のチャーン類は X のコホモロジーの元の系列である。V の k-次チャーン類を普通 ck(V) と書き、この元は、
H2k(X;Z)
であり、X の整数係数を持つコホモロジーである。全チャーン類を次の式で定義することもできる。
{\displaystyle c(V)=c_{0}(V)+c_{1}(V)+c_{2}(V)+\cdots }
値は実数係数のコホモロジー群というよりも整数係数コホモロジー群であるから、これらのチャーン類はリーマン多様体のチャーン類の定義よりも少し精密化されている。

### 古典的な公理的な定義
チャーン類は次の公理を満たす。
公理 1.： 全ての V に対して、{\displaystyle c_{0}(V)=1} である。
公理 2.： 自然さ( Naturality) {\displaystyle f:Y\to X} が連続で、f*V が V のベクトル束の引き戻しであれば、{\displaystyle c_{k}(f^{*}V)=f^{*}c_{k}(V)} である。
公理 3. ホイットニーの和公式： {\displaystyle W\to X} を別の複素ベクトル束とすると、ベクトル束の直和 {\displaystyle V\oplus W} のチャーン類は、次で与えられる。
{\displaystyle c(V\oplus W)=c(V)\smile c(W)}
すなわち、
{\displaystyle c_{k}(V\oplus W)=\sum _{i=0}^{k}c_{i}(V)\smile c_{k-i}(W)}
である。
公理 4. ： 正規化(Normalization) CPk 上のトートロジカル線束(tautological line bundle)の全チャーン類は、1−H であり、ここに H は超平面 {\displaystyle \mathbf {CP} ^{k-1}\subseteq \mathbf {CP} ^{k}} のポアンカレ双対とする。

### アレクサンドル・グロタンディークの公理的アプローチ
一方、アレクサンドル・グロタンディーク Alexander Grothendieck (1958)はこれらを公理を少し小さいものに置き換えた。
- 函手性(Functoriality)： （上記に同じ）

- 加法性(Additivity)： {\displaystyle \ 0\to E'\to E\to E''\to 0} がベクトル束の完全系列であれば、{\displaystyle c(E)=c(E')\smile c(E'')} である。

- 正規化(Normalization)：  E を線束とすると、{\displaystyle c(E)=1+e(E_{\mathbf {R} })} となる。ここに {\displaystyle e(E_{\mathbf {R} })} は基礎となる実ベクトル束のオイラー類である。

グロタンディークは、ルレイ・ハーシュの定理(Leray-Hirsch theorem)を使い、任意の有限ランクの複素ベクトル束の全チャーン類を、トートロジカルに定義された線束の第一チャーン類の項で定義することができることを示した。
すなわち、ランク n の複素ベクトル束 E → B の射影化 P(E) を任意の点 {\displaystyle b\in B} でのファイバーが B のファイバー束となっているバンドルとして導入すると、この射影化されたバンドルはファイバー Eb の射影空間となっている。このバンドル P(E) の全空間は、トートロジカル複素線束を持っていて、これを τ と書く。第一チャーン類
{\displaystyle c_{1}(\tau )=:-a}
を各々のファイバー P(Eb) から超平面のポアンカレ双対クラスを引いたものへ制限する。この制限を入れると複素射影空間の観点からはファイバーのコホモロジー空間を張る。
従って、類
{\displaystyle 1,a,a^{2},\ldots ,a^{n-1}\in H^{*}(\mathbf {P} (E))}
は、ファイバのコホモロジーに基底へ制限する周囲のコホモロジー類の族を形成する。ルレイ・ハーシュの定理は、H*(P(E)) の任意の元は基底上のクラスを係数に持つ 1, a, a2, ..., an−1 の線型結合として一意に表されることを言っている。
特に、グロタンディークの意味で、E のチャーン類を定義することができ、{\displaystyle c_{1}(E),\ldots c_{n}(E)} と書く。ここで使われるの方法は、次の関係式を満たす類 {\displaystyle -a^{n}} へ拡張する方法である。
{\displaystyle -a^{n}=c_{1}(E).a^{n-1}+\ldots c_{n-1}(E).a+c_{n}(E).}
従って、この代わりの定義が、他の気に入った定義、あるいは前に公理的特徴付けに使った定義に一致しているか否を検証することができるであろう。

### トップチャーン類
事実、これらの性質はチャーン類を一意に特徴付ける。これらは多くの他のことのなかでも、次のことを意味している。
- n が V の複素ランクであれば、全ての k > n に対し {\displaystyle c_{k}(V)=0} となる。このようにして全チャーン類は終了する。

- V のトップチャーン類は（n は V のランクとしたときの {\displaystyle c_{n}(V)}のことを意味する）、いつでも基礎となっている実ベクトルバンドルのオイラー類に一致する。

## 近接概念

### チャーン指標
チャーン類は位相的K-理論(topological K-theory)から有理コホモロジー（の完備化）への準同型の環の構成に使うことができる。線束 L に対し、チャーン指標(Chern character) ch は、次のように定義される。
{\displaystyle \operatorname {ch} (L)=\exp(c_{1}(L)):=\sum _{m=0}^{\infty }{\frac {c_{1}(L)^{m}}{m!}}}
さらに一般的には、{\displaystyle V=L_{1}\oplus ...\oplus L_{n}} を第一チャーン類 {\displaystyle x_{i}=c_{1}(L_{i}),} をもつ線束の直和とすると、チャーン指標は加法的に次のように定義される。
{\displaystyle \operatorname {ch} (V)=e^{x_{1}}+\dots +e^{x_{n}}:=\sum _{m=0}^{\infty }{\frac {1}{m!}}(x_{1}^{m}+...+x_{n}^{m})}
V が線束の和であるとき、V のチャーン類は {\displaystyle x_{i}} の基本対称多項式(Elementary symmetric polynomial)で {\displaystyle c_{i}(V)=e_{i}(x_{1},...,x_{n}).} と表すことができることに注意する。
特に、一方では、
{\displaystyle c(V):=\sum _{i=0}^{n}c_{i}(V)}
であり、他方では、
{\displaystyle c(V)=c(L_{1}\oplus \dots \oplus L_{n})=\prod _{i=1}^{n}c(L_{i})=\prod _{i=1}^{n}(1+x_{i})=\sum _{i=0}^{n}e_{i}(x_{1},\dots ,x_{n})}
である。
結局、ニュートンの恒等式(Newton's identities)が、V のチャーン類の項のみで、ch(V) の中のベキ和を再表現できて、次の関係式を与える。
{\displaystyle \operatorname {ch} (V)=\operatorname {dim} (V)+c_{1}(V)+{\frac {1}{2}}(c_{1}(V)^{2}-2c_{2}(V))+{\frac {1}{6}}(c_{1}(V)^{3}-3c_{1}(V)c_{2}(V)+3c_{3}(V))+...,}
この表現は、分裂原理(splitting principle)を必須とすることにより得られるが、任意のベクトル束 V に対して ch(V) の定義として採用される。
底空間が多様体のときに接続をチャーン類の定義に使う（チャーン・ヴェイユ理論）ならば、チャーン指標の明確な形式は、
{\displaystyle {\hbox{ch}}(V)={\hbox{tr}}\left(\exp \left({\frac {i\Omega }{2\pi }}\right)\right)}
である。ここに Ω は接続の曲率である。
チャーン指標は、ある部分では有用である。なぜならば、チャーン指標はテンソル積のチャーン類の計算することに役に立つからである。特に次の恒等式がチャーン指標の定義より結果する。
{\displaystyle {\hbox{ch}}(V\oplus W)={\hbox{ch}}(V)+{\hbox{ch}}(W)}
{\displaystyle {\hbox{ch}}(V\otimes W)={\hbox{ch}}(V){\hbox{ch}}(W).}
上に述べたように、チャーン類のグロタンディークの加法公理を使い、これらの恒等式の最初の式は、K-理論 K(X) から X 上の有理コホモロジーへの準同型のアーベル群が ch であるということへ一般化できる。第二の恒等式はこの準同型が K(X) の中の積を定義し、ch が環の準同型であるという事実を確立する。
チャーン指標は、ヒルツェブルフ・リーマン・ロッホの定理で使われる。

### チャーン数
次元 2n の向き付け可能な多様体を考えると、任意の全次数 2n のチャーン類の積は、基本類(orientation homology class)（もしくは｢多様体上の積分｣）によりある整数、ベクトル束のチャーン数(Chern number)が与えられる。例えば、多様体の次元が 6 であれば 3 つの線型独立なチャーン数が、c13, c1c2, と c3 により与えられる。一般に、多様体の次元が 2n であれば、独立したチャーン数の可能な数は n の分割数となる。
複素（もしくは概複素）多様体の接束のチャーン数は、多様体のチャーン数と呼ばれ、重要な不変量である。

### 一般コホモロジー論の中のチャーン類
チャーン類の理論には一般化があり、通常のコホモロジーが一般コホモロジー論へ置き換わる。そのような一般化が可能である理論は、複素向き付け可能(complex orientable)という。チャーン類の形式的な性質は同じままであり、一点だけ異なっている重大な部分がある。それは線束のテンソル積の第一チャーン類をファクタの第一チャーン類の項で計算するルールが、（通常の）加法的ではなく、形式群の法則(formal group law)に従う。

### 構造を持った多様体のチャーン類
チャーン類の理論は概複素多様体のコボルディズム不変量を引き起こす。
M が概複素多様体であれば、その接束は複素ベクトル束である。従って、M のチャーン類は接束のチャーン類であると定義される。M がコンパクトでもあり、次元 2d を持つとすると、チャーン類の全 2d 次の単項式は、M の基本類と対にすることができ、M のチャーン数と呼ばれる整数を与える。M′が同じ次元の別の概複素多様体であれば、M′が M とコボルダントであることと、M′ のチャーン数と M のチャーン数が一致することとは同値である。
理論を、整合性のある概複素構造を媒介として、実シンプレクティックベクトル束へ拡張することもできる。特に、シンプレクティック多様体は整合性を持つチャーン類を持つ。

### 数論的スキームの上のチャーン類とディオファントス方程式
（アラケロフ幾何学(Arakelov geometry)を参照）